# Donje Dubrave
Donje Dubrave es una localidad de Croacia en el ejido de la ciudad de  Ogulin, condado de Karlovac.

## Geografía
Se encuentra a una altitud de 207 m s. n. m. a 92,8 km de la capital nacional, Zagreb.

## Demografía
En el censo 2011, el total de población de la localidad fue de 195 habitantes.
| Gráfica de población de Donje Dubrave 1857-2011                     |
|                                                                     |
| Según los censos de población de la oficina estadística de Croacia. |